# هوغو فيليبي سيلفا موريرا
هوغو فيليبي سيلفا موريرا (30 أكتوبر 1990 بمايا في البرتغال - ) هو لاعب كرة قدم برتغالي في مركز الدفاع. لعب مع زمبرو تشيسيناو.

## وصلات خارجية
- هوغو فيليبي سيلفا موريرا على موقع الاتحاد الأوربي (الإنجليزية)
- هوغو فيليبي سيلفا موريرا على موقع قاعدة بيانات كرة القدم.إي يو (الإنجليزية)
- هوغو فيليبي سيلفا موريرا على موقع Soccerway.com (الإنجليزية)